# Старе сточарске колибе на Тари
Старе сточарске колибе, на подручјима планине Тара и у оквиру НП Тара, летња су су станишта за полуномадско становништво и испашу стоке на одвојеном имању у летњем периоду. Грађене су у 18, 19. и у првој половини 20. века.

## Значај
У свакодневном животу породица на Тари важу улогу имају издвојено имање и подвојеност живота. Због економске организације породице и ефикаснијег искоришћавања имања, готово све сеоске куће имале су издвојене колибе у планини, па их можемо сматрати летњим сточарским стаништем,  или истуреним планинским стаништем, чија је кључна намена била сточарење у летњем периоду и прерада млека.
Код колиба је лети изгоњена стока, уобичајено након косидбе траве (сена), и није постојао одређени или унапред договорени дан за изгон стоке. Стока је у село враћана с јесени, кад на планини више нема шта да пасе и кад почну снегови. Иако је већина тарских сеоских породица имала колибе и иако је било и кућа без колибе, није било заједничких колиба нити заједничког чувања стоке у смислу удруживања.

## Положај
Највећи број колиба на ширем простору Таре су у Ђуровини, Љутом Пољу и Гаврану припадале су породицама Поповић, Врачарић, Филиповић, Пјевић, Јанковић из Кремана, Костић, Јањић, Рогић, Богдановић из Биоске и Врутака. Процењује се да на Тари данас има око 650 сточарских колиба.

## Изглед
Колибе за становање прављене су од дрвета (црног бора и смрче). Постављене су, најчешће без малтера, на камени сухозид. На темељне греде слагана су брвна као зидови а кров на четири воде покриван је боровом шиндром. Уобичајено, то је била дрвена грађевина, обично једнопросторна, с огњиштем на средини, а брвнаре су имале две просторије једну за боравак и спавање, другу за сакупљање и прераду млека а прављена је и засебна просторија за спремање и чување сира и кајмака.
Постојали су и колибе кућери - које су за постоље имале санке, па су се запрегом лако пребацивале. 
Близу колиба грађене су штале и торови, од дрвета или чак од камена.

## Услови смештаја
Сви који су боравили на колиби спавали су заједно у истој просторији. Ипак, од 1970-их година граде се колибе од чврстих материјала, а многи су са смањењем сточног фонда и преласком на интензивно сточарство на месту старих и трошних колиба саградили праве стамбене куће.  У неким случајевима поједине инокосне породице су након деобе великих породица којима су припадале одлазиле да живе у тим кућама саграђеним на месту колибе.
Све до ове трансформације колиба, живот на колиби је, био уједно и својеврсна синтеза с природом, а неки од најстаријих корисника колиба... сећају се блиских сусрета с дивљим животињама, најчешће с медведима, пошто је Тара њихово природно станиште.
Колибе су обично биле без воде и струје. Струја се први пут уводи у колибе тек од 1980-их година.